# Outrage (film 2010)
Outrage (アウトレイジ?, Autoreiji) è un film del 2010 diretto da Takeshi Kitano.
Prima parte della trilogia Outrage, i seguiti sono Outrage Beyond (2012) e Outrage Coda (2017), tutti Yakuza film.

## Trama
Cosa c'è di più importante che avere il controllo dell'area di Tokyo? Lo sa bene Otomo, gangster specializzato nel gestire il lavoro sporco dei suoi capi e incaricato di diventare una "scheggia impazzita" e dare origine ad una faida tra i più potenti clan Yakuza della città. Ma qualcosa sfuggirà al suo controllo e sarà l'inizio della fine.

## Produzione
- È il primo film girato da Kitano in formato 2.35:1, formato che permette riprese più ampie.
- Kitano ha concepito il film pensando prima agli scontri fisici e poi costruendoci attorno la trama.
- A parte Kitano stesso questo è il primo film del regista fatto soltanto con attori coi quali non aveva mai collaborato prima.[1]

## Distribuzione
È stato in concorso per la Palma d'oro al Festival di Cannes 2010.